# David Mathers
David Cochrane Mathers (Glasgow, 1931. október 23. – Southport, 2014. augusztus 22.) skót labdarúgó-középpályás.
A skót válogatott tagjaként részt vett az 1954-es labdarúgó-világbajnokságon.